# بيرليدو
بيرليدو (بالإيطالية: Perledo)‏ هي كومونا في مقاطعة ليكو في منطقة لومبارديا الإيطالية، تقع على بعد حوالي 60 كم إلى الشمال من ميلان وحوالي 20 كم شمال غرب مدينة ليكو. اعتبارا من 31 ديسمبر 2004، كان عدد سكانها 900 ومساحتها 12,5 كيلومترا مربعا.
تحد بيرليدو البلديات التالية بيلانو وإيزينو لاريو، وميناجيو وبارلاسكو وسان سيرو وفارينا.
تتكون بيرليدو من القرى (فراتسيوني) التالية: تونديلو وأوليفيدو وفيتسيو وريغولو وبولونيا وجيساتيو وريغوليدو وتشيستاليا وجيتانا وريفا دي جيتانا وبورتوني وبانيغيتو.

## السكان
في سنة 1861 بلغ عدد السكان 1٬209 نسمة، وتطور العدد ليصل في سنة 2011 لـ 1٬025 نسمة.
يظهر هذا المخطط البياني تطور النمو السكاني لـ بيرليدو

## وصلات خارجية
- الموقع الرسمي

‌